# Un coup de dés
 Un coup de dés n’abolira jamais le hasard (internationaler Titel Breaking Point) ist ein französischer Spielfilm von Yvan Attal aus dem Jahr 2023.
Nach der Premiere in Nizza verkürzte der Verleiher den Titel des Films auf  Un coup de dés. Die Vorpremiere des Films fand am 2. Oktober 2023 in Nizza zur Eröffnung des Festival Cinéroman statt.

## Handlung
Mathieu und Vincent sind enge Freunde, wenn sie auch völlig unterschiedlich leben und handeln. Zusammen mit ihren Partnerinnen bilden sie ein unzertrennliches Quartett und leben ein schönes Leben an der Côte d’Azur. Vincent hat allerdings ständig neue Affären, von denen seine Frau nichts weiß, und Mathieu, der eine harmonische und glückliche Ehe führt, verschafft ihm dafür die Alibis. Er fühlt sich nämlich dem Freund gegenüber verpflichtet, der ihm vor Jahren das Leben gerettet hatte.
Die Probleme beginnen, als Mathieu sich unversehens in Elsa, Vincents aktuelle Affäre, verliebt. In der Folge kommt es zu verwirrenden Lügen- und Täuschungsmanövern zwischen den beiden Männern. Bei einem handfesten Streit zwischen Vincent und Elsa geschieht ein Unfall, bei dem die Frau zu Tode kommt. Durch eine Folge von unglücklichen Umständen und Fehlinterpretierung von Indizien gerät nicht Vincent ins Visier der Polizei, sondern Mathieu, und die beiden Ehefrauen werden verdächtigt. Vincent fühlt sich zwar schuldig, verschweigt aber feige seine Beteiligung an dem Unfall, und die anderen beschuldigen sich gegenseitig.

## Produktion und Veröffentlichung
Un Coup de dés ist Yvan Attals achter Langfilm. Das Drehbuch, das lose auf dem Drama Ball-Trap von Eric Assous basiert, erarbeitete er zusammen mit Yaël Langmann, seine Co-Autorin auch in Die brillante Mademoiselle Neïla (2017) Der Hund bleibt (2018) und Menschliche Dinge (2022). Der Filmtitel zitiert den Titel eines Gedichts des französischen Symbolisten Stéphane Mallarmé. Es ist der bisher fünfte Film, den Attal mit dem Kameramann Rémy Chevrin gedreht hat und der vierte mit der Editorin Jennifer Augé.
Die Dreharbeiten fanden von Mitte Oktober bis Anfang November in Nizza statt. Gedreht wurde in den Studios de la Victorine, an verschiedenen Spielorten in Nizza sowie Ende November in Châteauroux (Centre-Val de Loire) und in der Île-de-France.
Die Produktionskosten beliefen sich auf 6,57 Millionen Euro. Kinopremiere in Frankreich war am 24. Januar 2024.

## Kritik
In Frankreich fielen die Reaktionen auf den Film gemischt aus, mit einer eher negativen Tendenz. Der Figaro schreibt dem Film einen Totalverriss: „Ein Schundfilm, mit der Kelle angerichtet“ lautet die Schlagzeile. Trotz des mediterranen Ambiente regne es Klischees.
Laurence Houot von France Télévisions schreibt, Yvan Attal spiele seine Themen – Freundschaft, Ehe, Treue, Ehebruch, Lügen, Eifersucht – dieses Mal nicht in der Gestalt einer Komödie, sondern in dem für ihn neuen Genre des Film Noir durch. Auch sie stört sich wie andere Rezensenten an der aufdringlichen Stimme aus den Off, an der ein wenig angestrengten Realisierung und dem Überfluss an visuellen Effekten. Trotz der Leistung und der Präsenz der Schauspieler habe man als Zuschauer seine Mühe, sich von dem Liebes- und Freundschaftsdrama der vier Freunde überzeugen zu lassen.
„Attal vermasselt seinen Ausflug in den Thriller“ betitelt CinéSerie seine ausführliche Filmkritik. Der Rezensent  vermisst jeden Hauch von Ironie, der die Vorlage auszeichne. Attal habe die Geschichte vermasselt und ziehe seinen illustren Cast mit ins Verderben. Man habe als Zuschauer seine Mühe, an der Geschichte dran zu bleiben, zumal von den Protagonisten der eine so unsympathisch sei wieder andere, und die Spannung sowieso auf der Strecke bleibe, da der Zuschauer von Anfang an den Sachverhalt kennt.
Bei allociné erreichte der Film 2,5 von 5 Sternen bei den Kritikern.